# مايكل أيزنر
مايكل ايزنر (بالإنجليزية: Michael Eisner)‏ (و. 1942 – م) هو رائد أعمال، رجل أعمال من الولايات المتحدة الأمريكية ولد في مدينة نيويورك.

## روابط خارجية
- مايكل أيزنر على موقع IMDb (الإنجليزية)
- مايكل أيزنر على موقع الموسوعة البريطانية (الإنجليزية)
- مايكل أيزنر على موقع مونزينجر (الألمانية)
- مايكل أيزنر على موقع إن إن دي بي (الإنجليزية)
- مايكل أيزنر على موقع قاعدة بيانات الفيلم (الإنجليزية)